# Universitetet i Bergen
Universitetet i Bergen (lat.: Universitas Bergensis) er et universitet i Bergen, Norge. Universitetet i Bergen er Norges næstældste universitet og er en del af U5-gruppen af Norges ældste og højest rangerede universiteter.
Universitetet blev grundlagt i 1946, men allerede fra 1825 fandt der akademisk forskning og undervisning sted på Bergen Museum og universitetet har flere ældre forgængere, bl.a. Institut for Geofysik (1917). Siden starten har universitetet været førende i Norge inden for flere videnskabelige discipliner såsom oceanografi og klimaforskning, og i efterkrigstiden var universitetet også centralt i udviklingen af samfundsvidenskabelig forskning. Universitetet har klima/energi, havforskning og globale samfundsmæssige udfordringer som prioriterede områder. Universitetet har i dag over 18.000 studerende og 4.000 ansatte (2020).

## Fakulteter
Universitetet består af følgende fakulteter, der under sig har i alt ca. 90 centre og institutter.
- Det Juridiske Fakultet
- Det Medicinske Fakultet
- Det Humanistiske Fakultet
- Det Matematisk-Naturvidenskabelige Fakultet
- Det Samfundsvidenskabelige Fakultet
- Det Psykologiske Fakultet
- Det Tandlægevidenskabelige Fakultet

## Ranglisteplaceringer
Ifølge THE World University Rankings var UiB med en 135. plads i 2010 det bedste norske blandt verdens 200 bedste universiteter. UiB er rangeret som nummer 43 i Europa i Times Higher Education World University Rankings for 2010. I QS World University Rankings for 2010 kom UiB på 133. plads. I 2011 blev universitetet vurderet af Undervisningsministeriet som det bedste i Norge.